# Saddam Hussein

Saddam Hussein

Saddam Hussein Abd al-Majid al-Tikriti (în arabă: ‏صدام حسين عبد المجيد التكريتي, pronunțat "Sadám Huseín Abd al-Majíd al-Tikríti; n. 28 aprilie 1937, Al-Awja, Salah ad Din, Irak – d. 30 decembrie 2006, Camp Justice⁠(d), Bagdad, Irak) a fost un politician irakian, președinte al Irakului în perioada 1979 - 2003 și prim-ministru al acestei țări între 1979 - 1991 și 1994 - 2003, secretar general al secției irakiene a partidului Baas (Partidul Socialist al Renașterii Arabe), mareșal (din 1979). Saddam a guvernat Irakul într-o manieră dictatorială arbitrară, cu caracter semi-laic, a promovat o politică belicistă, inițiind un război lung și anevoios împotriva Iranului și mai târziu o campanie fulger în care a cucerit și a anexat emiratul vecin al Kuweitului. Bazându-se ca și regimurile irakiene precedente pe hegemonia comunității musulmane sunite, a inițiat masacre împotriva populației șiite (ex. masacrul de la Dujail din 1982) și a kurzilor, împotriva acestora din urmă uzând și arme chimice (contra localității Halabja), crime pentru care a fost judecat și executat.
Saddam a avut un rol cheie în lovitura de stat a partidului Baas din 1968. Ca vicepreședinte al Irakului în timpul președinției lui al-Bakr, care se îmbolnăvise în ultimii săi ani de viață, Saddam a clădit puternice forțe de securitate care i-au permis să controleze forțele armate și viața politică a țării și să consolideze dictatura. În urma unor măsuri de naționalizare a petrolului și a altor industrii la începutul anilor 1970, a reușit în prima parte a guvernării sale de facto  și apoi ca președinte, să crească într mod considerabil nivelul de viață mediu în țară.    
Saddam a rămas la putere în ciuda dezastruosului război împotriva Iranului (1980-1988), și apoi a Războiului din Golf din (1990-1991), care au adus un declin serios în condițiile de viață și condițiile umanitare din Irak. În timpul Războiului Golfului, pentru a-și atrage simpatia maselor arabe și musulmane din regiune, Saddam a lansat 60 de rachete contra teritoriului Israelului. După invazia Irakului din 2003, Saddam a fost răsturnat de la putere, a reușit să se ascundă vreme de opt luni, până ce a fost capturat în ascunzătoarea subterană unde se afla, lângă localitatea natală Tikrit, la data de 13 decembrie 2003.
În perioada post-Saddam  foști militari, oameni de securitate și persoane în posturi de conducere legați de regimul său au fost îndepărtați din viața politică și din administrația țării și din armată, iar puterea a fost preluată, în urma alegerilor, de guverne dominate de reprezentanți ai partidelor  șiite. O parte din fostele forțe de securitate și militare sunite ce fuseseră credincioase lui Saddam au pus bazele unor mișcări de rezistență și teroare sunite, din care cea mai eficientă și de temut este Statul Islamic al Irakului și  al Levantului sau Califatul Islamic (ISIS sau Daash). 

## Biografia
Saddam Hussein s-a născut în satul Al-Awja, lângă Tikrit, într-o familie de crescători de oi. Mama lui, Subha Tulfat al-Mussallah și-a numit nou-născutul "Saddam" (ceea ce înseamnă "încăpățânatul" sau "cel care confruntă" în arabă) (صدام). El nu și-a cunoscut niciodată tatăl, Hussein 'Abd al-Majid, care a murit sau a dispărut la 5 luni înainte ca Saddam să se nască. La puțin timp după aceea, fratele lui Saddam a murit de cancer. În pruncie mama lui Saddam l-a abandonat și copilul a fost trimis la unchiul său, Khairallah Tulfah, unde a stat până la vârsta de trei ani.
Subha s-a remăritat, iar Saddam a locuit ulterior împreună cu trei dintre frații săi vitregi. Tatăl său vitreg, Ibrahim al-Hassan, s-a purtat față de el cu violență și l-a silit să fure.
La 10 ani, Saddam a fugit de acasă la unchiul său foarte religios din Bagdad. Îndrumat de acesta, a intrat într-o școală secundară naționalistă din Bagdad. La 20 ani, în 1957, Saddam s-a alăturat partidului Baas.

## Ascensiunea la putere
În 1958 ofițeri din armată conduși de Abdul Karim Qassim l-au răsturnat pe regele Faisal al II-lea. Baasiștii s-au opus noului regim, iar în 1959 Saddam a luat parte la încercarea de a-l asasina pe Qassim (acum prim ministru). Saddam a fost rănit la picior, dar a reușit să fugă în Siria, de unde s-a mutat mai târziu în Egipt (Qassim l-a condamnat la moarte în contumacie), unde studiază dreptul la Universitatea din Cairo.
O nouă lovitură de stat din 1963 a adus la putere partidul Baas, dar noul regim a fost răsturnat după 7-8 luni, fiind distrus de facționalism puternic. Saddam s-a întors în Irak, dar a fost arestat în 1964 de noul regim anti-Baasist al lui Abdul Rahman 'Arif. A evadat în 1967 și a devenit unul din cei mai importanți membri ai partidului.

## Consolidarea puterii
În iulie 1968 o altă lovitură de stat a adus partidul Baas la putere, sub generalul Ahmed Hassan al-Bakr. Saddam a fost numit vicepreședinte.
În 1976 Saddam a fost numit comandantul forțelor armate. Foarte repede a devenit centrul regimului, fiind conducătorul de facto al Irakului înainte de a prelua puterea în mod formal în 1979. Cu încetul, el și-a consolidat puterea asupra guvernului irakian și al partidului.
Cum președintele al-Bakr era bătrân și slab și era mai puțin capabil să-și exercite obligațiile, Saddam a luat un rol din ce în ce mai mare în guvernarea Irakului, atât pe plan extern cât și intern. Cu timpul a devenit conducătorul nedisputat de facto al Irakului.

### Modernizarea Irakului
Saddam și-a consolidase puterea într-o țară cu tensiuni profunde. Mult înainte de Saddam, Irakul era împărțit în linii sociale, etnice, economice și religioase: musulman suniți-musulman șiiți, arabi-kurzi, triburi rurale-locuitori ai orașelor, nomazi-țărani.Saddam și-a propus  întărirea unității și modernizarea Irakului, în centrul căreia stăteau veniturile din petrol. Programul său politic prevedea:
- exproprierea companiilor occidentale care s-a efectuat la 1 iunie 1972. după Războiul de Yom Kipur și criza petrolului din 1973,  prețurile petrolului au crescut si aceasta ar fi urmat să ajute la dezvoltarea țării
- "Campania națională pentru eradicarea analfabetismului" și campania pentru "Școlarizare obligatorie gratuită în Irak";
- inițierea spitalizărilor gratuite
- o revoluție în industriile de energie și în servicii publice, incluzând electrificarea fiecărui oraș
- crearea de cooperative pentru antrenarea țăranilor necalificați
- dublarea cheltuielilor pentru agricultură între 1974-1975;
- a promis condiții mai bune de viață pentru țărani;

## Succesiune
În 1979 al-Bakr a început tratative cu Siria (și ea pe atunci sub conducerea partidului Baas) pentru unificare. Președintele sirian Hafez al-Assad urma să devină conducător deputat într-o uniune (ceea ce l-ar fi dus pe Saddam în obscuritate). Dar înainte să se întâmple, al-Bakr a demisionat pe 16 iulie 1979. Saddam a asumat formal președinția. În timpul unei întâlniri cu conducătorii partidului Baas pe 22 iulie, Saddam a citit o listă cu membri care credea că i se opun, care au fost executați.

### Saddam Hussein, un conducător secular
Saddam se vedea pe sine drept un revoluționar și modernizator, asemeni lui Nasser. Spre disperarea conservatorilor islamiști, guvernul a dat femeilor drepturi în plus și le-a oferit slujbe în guvern sau industrie. De asemenea Saddam a creat un nou sistem legislativ, menținând Irakul ca unq din statele musulmane care nu erau conduse după dreptul religios musulman (Șaria). Saddam a abolit judecătoriile Șaria cu excepția celor pentru daune personale. Totuși, conflicte interne au încetinit programele sale de modernizare, fiind urât de către șiiți și kurzi. Nevoia de stabilitate si unitate a servit drept pretext pentru conducerea sa dictatorială, bazată mai ales pe sprijinul arabilor suniți.

### Afaceri externe
În afacerile externe, Saddam voia ca Irakul să aibă un rol major în Orientul Mijlociu. În 1972 Irakul a semnat un pact de ajutor cu URSS, care a trimis arme și sfătuitori. Totuși execuțiile comuniștilor irakieni din 1978 și comerțul intensificat cu Occidentul au înrăutățit relațiile cu URSS. 
Saddam a călătorit în Franța în 1976, întâlnindu-se cu Jacques Chirac și dezvoltând relații apropiate cu cercurile conducătoare franceze. Tot el a condus opoziția arabă față de acordurile de pace de la Camp David în 1979 între Egipt și Israel.

### Războiul contra Iranului
În 1979 șahul Mohammed Reza Pahlavi a fost răsturnat de revoluția islamică, care a instalat o republică teocratică condusă de ayatollahul Ruhollah Khomeini. Saddam se temea că ideile radicale islamice, ostile conducerii laice, vor crește în influență asupra populației majoritare șiite din Irak.
între Khomeini și Saddam domnea o ostilitate veche. În 1964 Khomeini a fost exilat din Iran, și s-a stabilit în orașul sfânt șiit irakian An Najaf. În 1978, Saddam a consimțit să-l expulzeze pe Khomeini, ceea ce se consideră de unii comentatori ca cea mai mare greșeală a sa. După revoluție, Khomeini a văzut în răsturnarea regimului lui Saddam o chestiune de maximă importanță.
La 22 septembrie 1980 Irak a declarat război Iranului, intre altele pentru a ocupa zona de frontiera locuita de arabi a Iranului, numita Arabistan. În primii ani, forțele irakiene au avut succese, dar apoi în 1982 s-au retras din țara vecină, transformând războiul rapid într-unul de uzură. Irakul a început din nou să câștige teren (fiind sprijinit de SUA sub Ronald Reagan), și atunci în 1988 Khomeini în final a consimțit la un armistițiu .

### Războiul din Golf
Saddam s-a găsit după război cu o datorie de aproximativ 75 miliarde dolari, în mare parte datorată Kuweitului și Americii. Saddam a făcut presiuni asupra Kuweit-ului pentru ca acesta din urmă să șteargă datoria Irakului către Kuweit (aprox. 30 miliarde). Saddam mai cerea și diminuarea producției de petrol a emiratului vecin. (Kuweitul pompa în continuu petrol din instalațiile sale, menținând prețul mic, în timp ce Irakul vindea petrol scump pentru a-și plăti datoria).
La 2 august 1990, irakienii au invadat Kuweitul, sub pretextul ca aceasta țară este un vechi teritoriu irakian. SUA a construit rapid o coaliție internațională sub egida ONU și a impus embargou asupra Irakului. La 16 ianuarie 1991 au început bombardamentele asupra Irakului, iar în februarie armata aliată i-a silit pe irakieni să se retragă dn Kuweit.

#### Al Doilea Război din Golf
- Saddam Hussein a suferit diverse sancțiuni din partea ONU, una din ele fiind restricția deținerii de  arme de distrugere în masă. Saddam Hussein a refuzat să accepte aceste sancțiuni, oricât de grave ar fi fost consecințele. De aceea, în anul 2003 a început cel de al doilea Război din Golf, între Irak și o coaliție de țări conduse de SUA.

- La data de 20 martie 2003 a început invazia coaliției în Irak. De aceea în Irak a fost lansată operațiunea "Operation Iraqi Freedom" (pentru eliberarea Irakului). Al treilea război din golf a luat sfârșit odată cu capturarea, detronarea și condamnarea la moarte a lui Saddam Hussein.

### Condamnarea și executarea

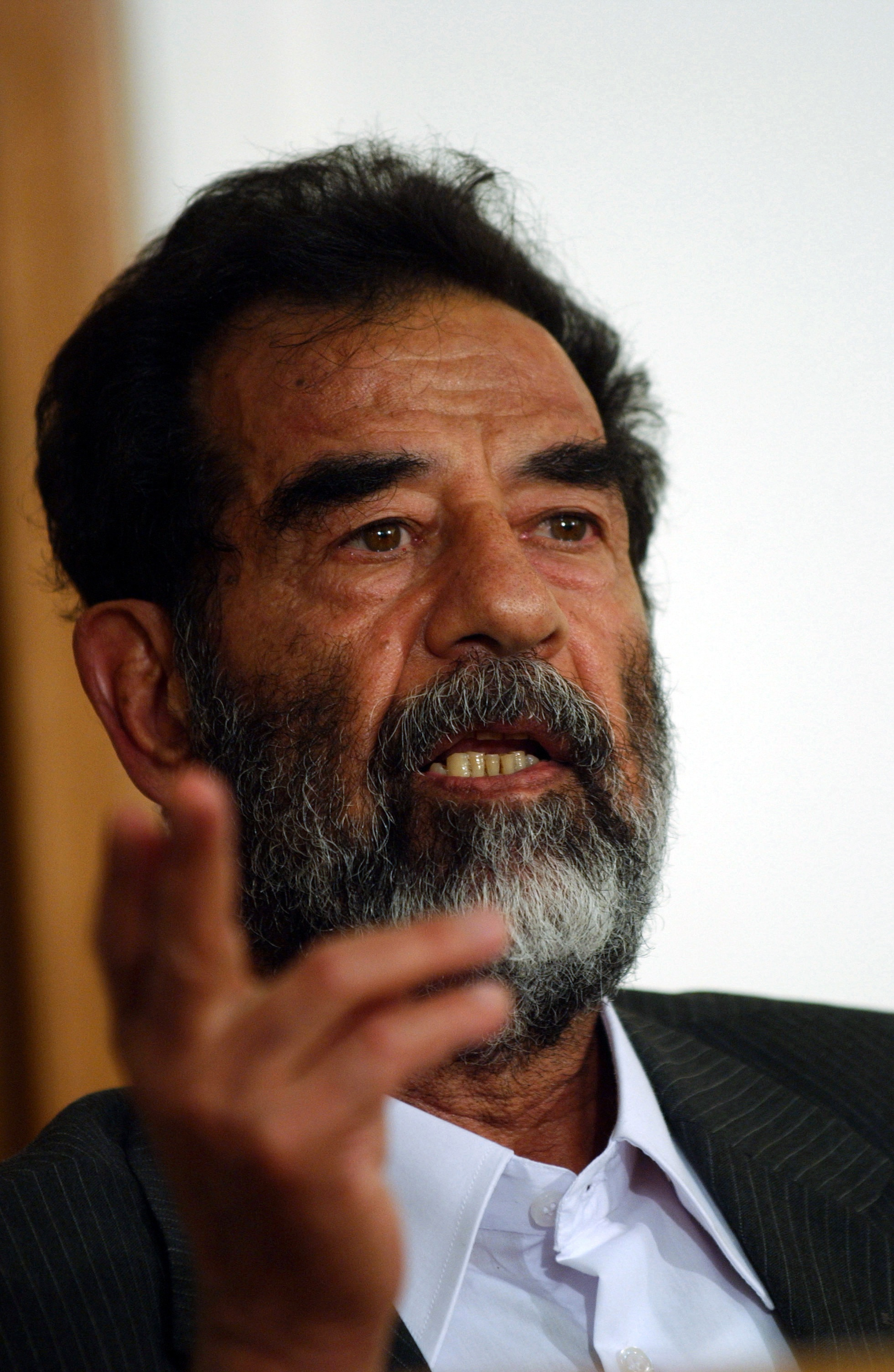
Saddam Hussein judecat în 2004, la un an după ce a fost capturat

Dictatorul irakian s-a ascuns în cele din urmă într-o groapă de lângă localitatea Ad-Dawr, din apropierea orașului său natal, Tikrit,După capturarea sa de către trupele americane, Saddam a fost predat tribunalului penal irakian care l-a condamnat pe 5 noiembrie 2006 la moarte iar la data de 26 decembrie 2006 verdictul a fost confirmat. Sentința a fost executată la 29 decembrie 2006 în timpul nopții, prin spânzurare.

## Moartea
Saddam trebuia executat până în zori, înainte de începerea unei sărbători musulmane. A fost spânzurat la ora 5, ora României. Călăii spun că Saddam a murit senin, cu Coranul în mână și înainte de a muri, ultimele sale cuvinte au fost un îndemn ca irakienii să fie uniți și să nu ia contactul cu iranienii. Trupul său a fost predat familiei, fiind îngropat după 24 ore de la execuție, după tradiția musulmană. A fost înmormântat în satul său natal Al-Awja, alături de fiii săi, uciși în războiul din anul 2003.

## Saddam în media artistică
- 2011 - Saddam Hussein, mister dramatic în 3 acte, în limba ebraică, de dramaturgul israelian Yonatan Levi, a fost premiat la Festivalul de teatru fringe de la Acra